# Toplica (rivière)
Pour les articles homonymes, voir Toplica.
La Toplica, en serbe cyrillique Топлица, est une rivière de Serbie. Sa longueur est de 130 km. Elle est le plus long affluent de la Južna Morava.
La Toplica fait partie du bassin versant de la mer Noire ; son propre bassin couvre une superficie de 2 600 km2. La rivière n'est pas navigable. La Toplica donne également son nom à la région qu'elle traverse et qui constitue l'essentiel de l'actuel district de Toplica.

## Cours supérieur
La Toplica, sous le nom de Duboka, prend sa source sur les pentes orientales des monts Kopaonik, au sud du Pančićev vrh. Elle coule en direction du sud-est sur les pentes occidentales de la Lepa gora, près de Merćez, Selova, Žuč, Miljeviće et Dankoviće. À la hauteur du monastère de Mačkovac, elle atteint le nord des monts Radan et bifurque en direction de l'est. C'est à cet endroit que la Toplica reçoit les eaux de son affluent le plus important, la Kosanica. Non loin de là se trouvent la ville de Kuršumlija et les ruines médiévales de 'Marina kula' (la « Tour de Mara »). À partir de cet endroit commence la région de la Toplica.

## Région de la Toplica
La région de la Toplica est particulièrement fertile. Elle produit des céréales, des fruits et des raisins. Ces raisins servent à la fabrication du vin de Prokuplje (en serbe : Prokupačko vino), particulièrement réputé. La partie centrale de la région s'étend dans la dépression de Toplica/Prokuplje (Toplička/Prokupačka kotlina), entre les monts Veliki Jastrebac au nord et Sokolovica, Vidojevica et Pasjača au sud. De nombreuses localités sont situées sur les rives de la Toplica : Donje Krmčare, Grabovnica, Bogujevac, Barlovo, Donje Točane, Donji Pločnik, Tulare, Donja Konjuša, Donja Toponica, ainsi que le centre de la région tout entière : la ville de Prokuplje.
La rivière poursuit sa course sur les pentes septentrionales du mont Pasjača, près de Podina, de Voljčince, de Badnjevac et de Žitorađa. Puis la Toplica atteint la ville de Doljevac et entre dans la région de Pomoravlje. Elle oblique vers le nord et se jette dans la Južna Morava à Orljane.